# Euro Hockey Tour 2012/13
Die Euro Hockey Tour 2012/13 war eine Serie von internationalen Eishockeyturnieren zwischen den Nationalmannschaften Finnlands, Schwedens, Russlands und Tschechiens. Zur Austragung in der Saison 2012/13 gehörten der Karajala Cup im November 2012, der Channel One Cup im Dezember 2012, die Oddset Hockey Games im Februar 2013 sowie die Czech Hockey Games im April 2013.
Die Gesamtwertung der vier Turniere gewann die russische Nationalauswahl, während bei den einzelnen Turnieren jede Auswahlmannschaft jeweils einmal siegreich war.

## Preisgelder
Folgende Preisgelder werden an die Platzierten der Einzelturniere und der Gesamtwertung ausgeschüttet:
Einzelturniere
1. Platz: 50.000 Euro
2. Platz: 30.000 Euro
3. Platz: 25.000 Euro
4. Platz: 15.000 Euro

Gesamtwertung
1. Platz: 75.000 Euro
2. Platz: 30.000 Euro
3. Platz: 15.000 Euro

## Turniere

### Karjala Cup
Der Karjala Cup 2012 wurde vom 7. bis 10. November 2012 in Turku (Hauptspielort) und Liberec ausgetragen. Sieger des Turniers wurde die tschechische Nationalmannschaft.

### Channel One Cup
Der Channel One Cup 2012 wurde vom 13. bis 16. Dezember 2012 in der Megasport-Arena in Moskau (Hauptspielort) und Helsinki ausgetragen. Sieger des Turniers wurde die russische Nationalmannschaft.

### Oddset Hockey Games
Die Oddset Hockey Games 2013 wurden vom 7. bis 10. Februar 2013 in der Malmö Arena in Malmö (Hauptspielort) ausgetragen. Die Partie Russland gegen Finnland wurde in Sankt Petersburg ausgespielt. Den Turniersieg sicherte sich die finnische Nationalmannschaft.

### KAJOTbet Hockey Games
Die Czech Hockey Games 2013 werden vom 25. bis 28. April 2013 in der Kajot Arena in Brünn, Tschechien, ausgetragen. Die Partie Schweden gegen Russland wird in Schweden ausgespielt.

## Gesamtwertung
| Platz | Mannschaft | Spiele | S | OTS | OTN | N | Tore  | Punkte |
| ----- | ---------- | ------ | - | --- | --- | - | ----- | ------ |
| 1.    | Russland   | 12     | 6 | 2   | 1   | 3 | 34:20 | 23     |
| 2.    | Tschechien | 12     | 6 | 0   | 0   | 6 | 16:24 | 18     |
| 3.    | Finnland   | 12     | 4 | 1   | 2   | 5 | 25:25 | 16     |
| 4.    | Schweden   | 12     | 5 | 0   | 0   | 7 | 23:29 | 15     |

## Statistik

### Beste Scorer
Quelle: eurohockey.com
| Name               | Nation     | Sp | T | V | Pkt | SM | +/- | Pos |
| ------------------ | ---------- | -- | - | - | --- | -- | --- | --- |
| Sergei Mosjakin    | Russland   | 9  | 6 | 5 | 11  | 2  | 4   | F   |
| Pawel Dazjuk       | Russland   | 3  | 3 | 5 | 8   | 0  | 8   | C   |
| Alexander Radulow  | Russland   | 5  | 2 | 4 | 6   | 16 | 9   | RW  |
| Zbyněk Irgl        | Tschechien | 7  | 3 | 2 | 5   | 0  | 1   | F   |
| Niklas Persson     | Schweden   | 8  | 2 | 3 | 5   | 2  | 1   | C   |
| Ilja Kowaltschuk   | Russland   | 3  | 1 | 4 | 5   | 0  | 7   | LW  |
| Carl Söderberg     | Schweden   | 9  | 4 | 0 | 4   | 16 | −3  | C   |
| Nicklas Danielsson | Schweden   | 6  | 4 | 0 | 4   | 0  | 2   | F   |
| Wadim Schipatschow | Russland   | 11 | 3 | 1 | 4   | 8  | 4   | C   |
| Mikko Mäenpää      | Finnland   | 9  | 3 | 1 | 4   | 4  | −1  | D   |
| Juhamatti Aaltonen | Finnland   | 9  | 3 | 1 | 4   | 0  | 2   | F   |

(Legende zur Spielerstatistik: Sp oder GP = absolvierte Spiele; T oder G = erzielte Tore; V oder A = erzielte Assists; Pkt oder Pts = erzielte Scorerpunkte; SM oder PIM = erhaltene Strafminuten; +/− = Plus/Minus-Bilanz; PP = erzielte Überzahltore; SH = erzielte Unterzahltore; GW = erzielte Siegtore; 1 Play-downs/Relegation; Kursiv: Statistik nicht vollständig)

### Beste Torhüter
Quelle: eurohockey. com
| Name                  | Nation     | Sp | Min | GAA  | Sv%   | SO |
| --------------------- | ---------- | -- | --- | ---- | ----- | -- |
| Alexander Salák       | Tschechien | 8  | 448 | 2,14 | 0,925 | 1  |
| Konstantin Barulin    | Russland   | 7  | 391 | 1,84 | 0,935 | 0  |
| Wassili Koschetschkin | Russland   | 5  | 281 | 1,07 | 0,965 | 1  |
| Joni Ortio            | Finnland   | 3  | 183 | 2,62 | 0,893 | 0  |
| Atte Engren           | Finnland   | 3  | 182 | 2,64 | 0,929 | 0  |
| Gustaf Wesslau        | Schweden   | 3  | 177 | 3,39 | 0,865 | 0  |
| Joacim Eriksson       | Schweden   | 3  | 162 | 2,22 | 0,909 | 0  |
| Ondřej Pavelec        | Tschechien | 3  | 148 | 2,03 | 0,938 | 1  |

(Legende zur Torhüterstatistik: GP oder Sp = Spiele insgesamt; W oder S = Siege; L oder N = Niederlagen; T oder U oder OT = Unentschieden oder Overtime- bzw. Shootout-Niederlage; Min. = Minuten; SOG oder SaT = Schüsse aufs Tor; GA oder GT = Gegentore; SO = Shutouts; GAA oder GTS = Gegentorschnitt; Sv% oder SVS% = Fangquote; EN = Empty Net Goal; 1 Play-downs/Relegation; Kursiv: Statistik nicht vollständig)